# Platja de Castello
La platja de Castello es troba en el concejo asturià del Franco, dins de la parròquia de Miudes i molt prop de la localitat de A Caridá i és la platja més gran del concejo d'El Franco. Pertany a la Costa Occidental d'Astúries i malgrat no estar inclosa a la franja que comprèn el Paisatge Protegit de la Costa Occidental d'Astúries, presenta dos tipus de protecció mediambiental, ja que està catalogada com ZEPA i LIC.

## Descripció
Té una longitud d'uns 400 metres en forma de petxina o badia menuda, una amplària mitjana d'uns 30 metres i la desembocadura fluvial del rierol Castello que dona nom a la platja. L'entorn és rural amb baix índex d'edificació i la seva perillositat és mitjana. És convenient usar calçat adequat durant el bany sent la pesca submarina i el senderisme les activitats més recomanables i té la possibilitat de portar mascotes.
És una platja de gran afluència de banyistes, sobretot els caps de setmana, raó per la qual presenta l'equip de vigilància. La seva sorra és de gra mitjà i de color fosc juntament amb graves quarcítiques. L'accés en vehicle és complicat i es pot arribar fins a un km aproximadament. Per accedir a ella ajuda el saber que els nuclis de població més propers són «Arboces» i «Castello». En la carretera general N-634 hi ha indicacions de la localització de la platja.
En els voltants es troba el castro d'El Castellón. També hi ha una àrea recreativa de recent creació. Pels andarines es recomana fer la senda costanera «GR I-9» que rrecorre tota la costa des de Ortiguera fins a Viavelez. També disposa d'un càmping en les seves proximitats. La platja és la més interessant dins del conjunt de platges llaurades en la formació geològica d'una successió de caps com succeeix a diverses zones costaneres d'aquest litoral. És la platja més oriental del concejo d'El Franco i està gairebé termenejant amb les de Cuaña.